# Capacitat de la porta

Estructura lateral d'un transistor FET

La capacitat de la porta és la capacitat del terminal de la porta d'un transistor d'efecte de camp. Es pot expressar com la capacitat absoluta de la porta d'un transistor, o com la capacitat per unitat d'àrea d'una tecnologia de circuit integrat, o com la capacitat per unitat d'amplada dels transistors de longitud mínima en una tecnologia.
Segons l'escalat segons Dennard de MOSFET, la capacitat per unitat d'àrea ha augmentat inversament amb les dimensions del dispositiu. Com que l'àrea de la porta ha baixat pel quadrat de les dimensions del dispositiu, la capacitat de la porta d'un transistor ha baixat en proporció directa amb les dimensions del dispositiu. Amb l'escala Dennard, la capacitat per unitat d'amplada de la porta s'ha mantingut aproximadament constant; aquesta mesura pot incloure capacitats de superposició porta-font i porta-drenatge. Altres escalades no són estranyes; les tensions i els gruixos d'òxid de la porta no sempre han disminuït tan ràpidament com les dimensions del dispositiu, de manera 

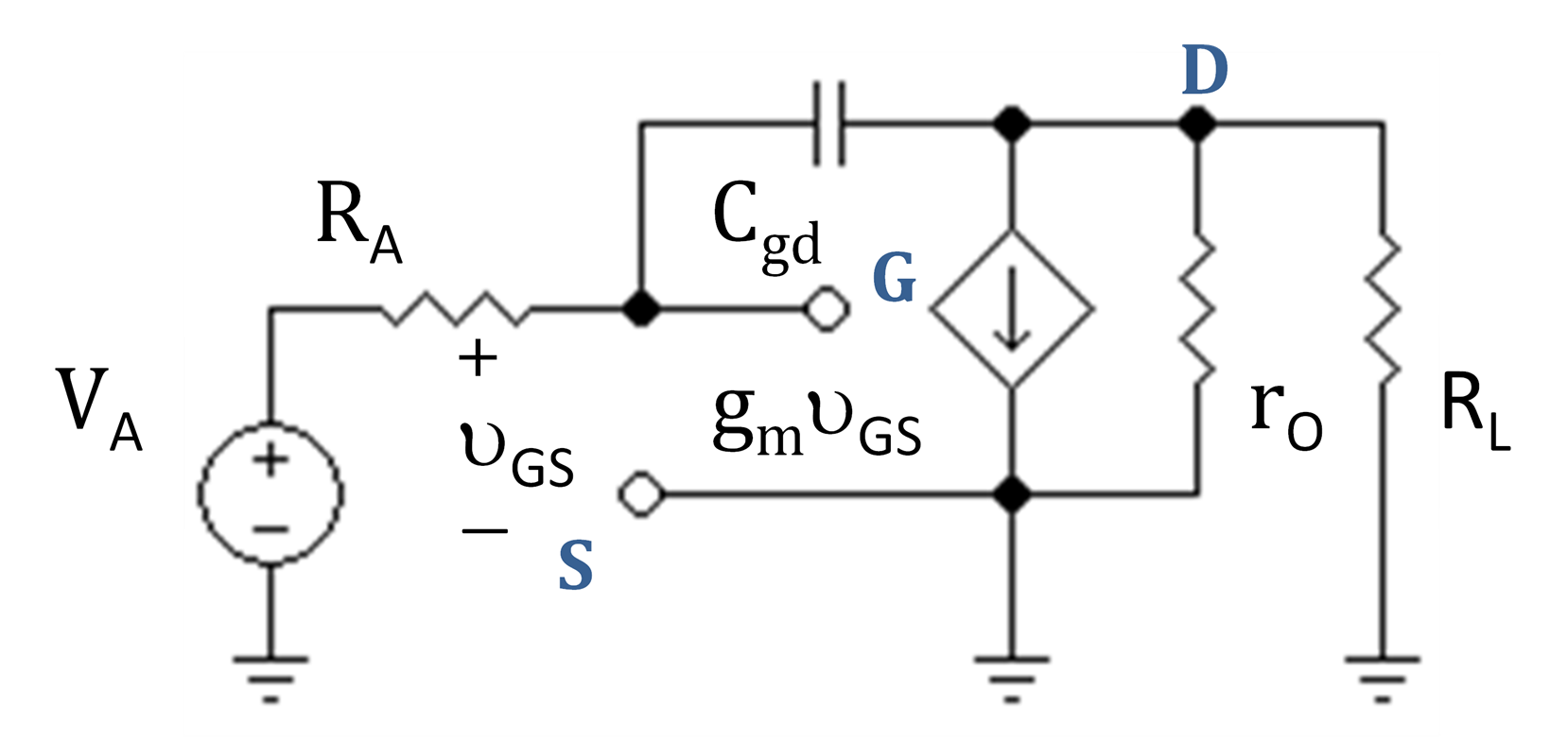
Model PI del transistor, Cgd representa la capacitat de porta.

que la capacitat de la porta per unitat d'àrea no ha augmentat tan ràpidament i la capacitat per amplada del transistor de vegades ha disminuït al llarg de les generacions tecnològiques.
La capacitat intrínseca de la porta (és a dir, ignorant els camps de marge i altres detalls) per a una porta aïllada en diòxid de silici es pot calcular a partir de la capacitat d'òxid prim per unitat d'àrea com:
{\displaystyle C_{\mathrm {G} }=A_{\mathrm {G} }C_{\mathrm {ox} }}
on {\displaystyle A_{\mathrm {G} }} és l'àrea de la porta i la capacitat d'òxid prim per unitat d'àrea és {\displaystyle C_{\mathrm {ox} }={\frac {\epsilon _{\mathrm {SiO_{2}} }\epsilon _{0}}{t_{\mathrm {ox} }}}}, amb
{\displaystyle \epsilon _{\mathrm {SiO_{2}} }=3.9} la permitivitat relativa del diòxid de silici, {\displaystyle \epsilon _{0}=8.854\times 10^{-12}\ \mathrm {F/m} } la permitivitat al buit, i {\displaystyle t_{\mathrm {ox} }} el gruix de l'òxid.